# 朴正淳
朴正淳（朝鮮語：박정순，1928年7月1日—2011年1月22日），朝鮮政治家。朝鲜劳动党中央委员会政治局候补委员。朝鲜劳动党中央组织指导部第一副部长。 

## 簡介
出生於平安南道平原郡，1950年入伍当兵，劳动党中央党校毕业，担任过黄海南道党委第二书记、平壤市党组织书记、劳动党中央委员会副部长、党部长等职务。2010年9月当选朝鲜劳动党中央委员会政治局候补委员，并任党中央委员会组织指导部第一副部长。2011年1月22日死于肺癌。 